# Barbara Henneberger
Barbara Henneberger (n. 4 octombrie 1940, Oberstaufen, Bavaria, Germania – d. 12 aprilie 1964, San Murezzan, cantonul Graubünden, Elveția) a fost o schioare alpină ce a reprezentat Germania, medaliată olimpică. A participat la 2 ediții ale Jocurilor Olimpice (1960, 1964) în care a câștigat o medalie de bronz.